# Светличный, Владимир Андреевич

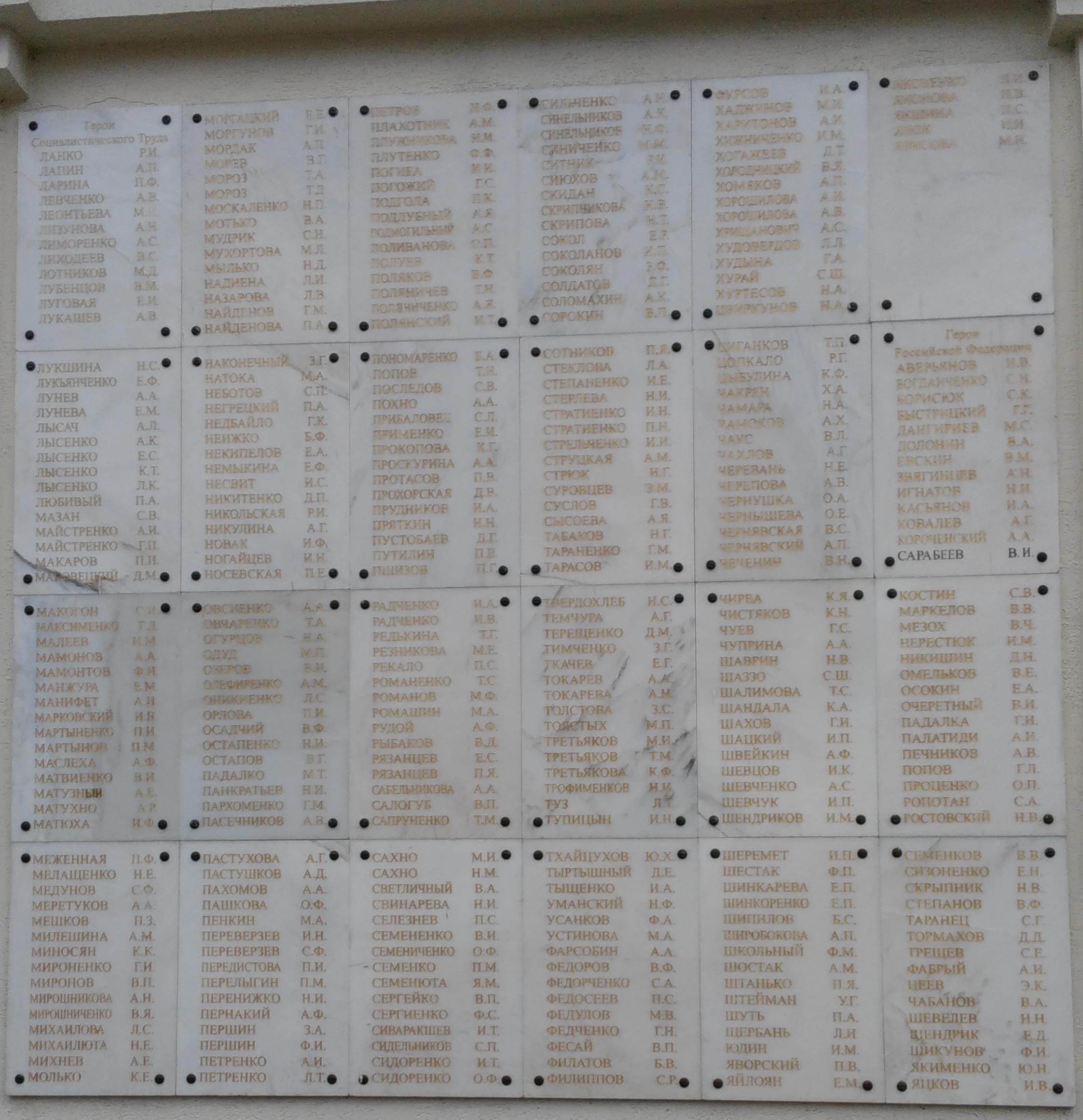
Мемориальная доска с именами Героев Социалистического Труда Кубани и Адыгеи. Краснодар 2017

Владимир Андреевич Светличный (4 июля 1927 — 1994) — передовик сельскохозяйственного производства, Герой Социалистического Труда, депутат Верховного Совета СССР.

## Биография
Родился на хуторе Федоровский Новокубанского района Краснодарского края.
В 1944—1948 служил в армии.
В 1949—1955 тракторист пищекомбината. В 1955—1958 тракторист и комбайнер в совхозе.
В 1958—1959 комбайнер-испытатель Кубанского научно-исследовательского института по испытанию тракторов и с.-х. машин. С 1959 звеньевой свекловодческого звена. Совместно с учёными института внедрил новую технологию возделывания сахарной свёклы, позволившую стабильно получать высокие урожаи (до 434 ц с 1 га) при сниженных в 8-10 раз трудозатратах.
Герой Социалистического Труда (1961), заслуженный механизатор РСФСР (1962).
С 1968 по 1978 год директор рисосовхоза «Полтавский» Красноармейского района Краснодарского края. Отстающее хозяйство вывел в передовые. В 1970 окончил Кубанский сельскохозяйственный институт.
В 1982—1986? директор совхоза «Знамя» в Калужской области (Мещовский район).
Умер в 1994 году в Новокубанский район.
Делегат 23-го съезда КПСС. Депутат Верховного Совета СССР 6-го созыва.
Награждён орденом Трудового Красного Знамени, медалями СССР, большой золотой и бронзовой медалями ВДНХ.